# Phil Hill
Phil Hill (anglès: Philip Toll Hill Jr.)  (Miami, 20 d'abril de 1927 - Salinas, 28 d'agost de 2008) Philip Toll Hill Jr, va ser un pilot de curses automobilístiques estatunidenc que va arribar a disputar curses i guanyar un campionat del món de Fórmula 1 (temporada 1961).
Hill va ser descrit com un "home reflexiu i amable" i una vegada va dir: "Estic en el negoci equivocat. No vull vèncer a ningú, no vull ser el gran heroi. Bàsicament, soc un home amant de la pau".

## Biografia
Phil Hill va néixer el 20 d'abril de 1927 a Miami Florida (EUA) 
Nascut el 20 d'abril de 1927 a Miami, Florida, Hill es va criar a Santa Monica, Califòrnia, on va viure fins a la seva mort. Va estudiar administració d'empreses a la Universitat del Sud de Califòrnia de 1945 a 1947, on va ser membre de la fraternitat Kappa Sigma. Hill va marxar aviat per dedicar-se a les curses d'automòbils, treballant com a mecànic en els cotxes d'altres conductors.
Va començar a competir amb cotxes a una edat primerenca, anant a Anglaterra com a trainee de Jaguar el 1949 i signant amb l'equip d'Enzo Ferrari el 1956. Va debutar al Gran Premi de França a Reims França el 1958 conduint un Maserati. Aquell mateix any, juntament amb el company d'equip belga Olivier Gendebien, es va convertir en el primer guanyador nord-americà de les 24 Hores de Le Mans.
Fora de la F1 va guanyar, les 24 hores de Le Mans dels anys 1958, 1961 i 1962.
Va morir el 28 d'agost de 2008 a Salinas (EUA).

## A la F1
Va debutar a la sisena cursa de la temporada 1958 (la novena temporada de la història) del campionat del món de la Fórmula 1, disputant el 6 de juliol del 1958 el GP de França al Circuit de Reims-Gueux.
Phil Hill va participar en un total de cinquanta-una curses puntuables pel campionat de la F1, disputades en vuit temporades diferents (1958 - 1966) aconseguint un títol de campió del món a la temporada 1961.

## Després de les curses
Després de la seva jubilació, Hill va crear un premiat negoci de restauració d'automòbils clàssics als anys setanta anomenat Hill & Vaughn amb el soci comercial Ken Vaughn, fins que van vendre l'associació al jordà Raja Gargour i Vaughn va dirigir un negoci independent pel seu compte. 1984. Hill va romandre amb Gargour a Hill & Vaughn fins a la venda del negoci de nou el 1995. Hill també va treballar com a comentarista de televisió per a Wide World of Sports d'ABC.

## Resultats a la Fórmula 1
| Any  | Equip                      | Xassís    | Motor    | 1     | 2       | 3       | 4       | 5       | 6       | 7       | 8       | 9       | 10     | 11    | Posició | Punts   |
| ---- | -------------------------- | --------- | -------- | ----- | ------- | ------- | ------- | ------- | ------- | ------- | ------- | ------- | ------ | ----- | ------- | ------- |
| 1958 | Joakim Bonnier Racing Team | Maserati  | Maserati | ARG   | MON     | HOL     | 500     | BEL     | FRA 7   | GBR     |         |         |        |       | 10è     | 9       |
| 1958 | Scuderia Ferrari           | Ferrari   | Ferrari  |       |         |         |         |         |         |         | ALE 9   | POR     |        |       | 10è     | 9       |
| 1958 | Scuderia Ferrari           | Ferrari   | Ferrari  |       |         |         |         |         |         |         |         |         | ITA 3  | MAR 3 | 10è     | 9       |
| 1959 | Scuderia Ferrari           | Ferrari   | Ferrari  | MON 4 | 500     | HOL 6   | FRA 2   | GBR     | ALE 3   | POR Ret | ITA 2   | USA Ret |        |       | 4t      | 20      |
| 1960 | Scuderia Ferrari           | Ferrari   | Ferrari  | ARG 8 | MON 3   | 500     | HOL Ret | BEL 4   | FRA 12  | GBR 7   | POR Ret | ITA 1   |        |       | 5è      | 16      |
| 1960 | Yeoman Credit Racing Team  | Cooper    | Climax   |       |         |         |         |         |         |         |         |         | USA 6  |       | 5è      | 16      |
| 1961 | Scuderia Ferrari           | Ferrari   | Ferrari  | MON 3 | HOL 2   | BEL 1   | FRA 9   | GBR 2   | ALE 3   | ITA 1   | USA     |         |        |       | 1r      | 34 (38) |
| 1962 | Scuderia Ferrari           | Ferrari   | Ferrari  | HOL 3 | MON 2   | BEL 3   | FRA     | GBR Ret | ALE Ret | ITA 11  |         |         |        |       | 6è      | 14      |
| 1962 | Porsche System Engineering | Porsche   | Porsche  |       |         |         |         |         |         |         | USA NVS | SUD     |        |       | 6è      | 14      |
| 1963 | Automobili Turismo e Sport | ATS       | ATS      | MON   | BEL Ret | HOL Ret |         |         |         | ITA 11  | USA Ret | MEX Ret | SUD    |       | -       | 0       |
| 1963 | Ecurie Filipinetti         | Lotus     | BRM      |       |         |         | FRA NC  | GBR     | ALE     |         |         |         |        |       | -       | 0       |
| 1964 | Cooper Car Company         | Cooper    | Climax   | MON 9 | HOL 8   | BEL Ret | FRA 7   | GBR 6   | ALE Ret |         |         | USA Ret | MEX 19 |       | 19è     | 1       |
| 1964 | Cooper Car Company         | Cooper    | Climax   |       |         |         |         |         |         | AUT Ret | ITA     |         |        |       | 19è     | 1       |
| 1966 | Anglo American Racers      | Eagle T1G | Climax   | MON   | BEL     | FRA     | GBR     | HOL     | ALE     | ITA NVQ | USA     | MEX     |        |       | -       | 0       |

### Resum
| Curses: | Victòries: | Pòdiums: | Poles: | Voltes ràpides: | Punts: |
| ------- | ---------- | -------- | ------ | --------------- | ------ |
| 51      | 3          | 16       | 6      | 6               | 98     |